# Dyrepasser
Dyrepasser er en stillingsbetegnelse for en person som passer dyr. Det kan f.eks.være dyr i zoologiske haver, heste på stutterier eller forsøgsdyr inden for medicinalindustrien.

## Uddannelse i Danmark
I Danmark kvalificerer man sig til dyrepasser ved en erhvervuddannelse. Der er to niveauer: Dyrepasserassistent som tager 2 år, og dyrepasser med speciale som tager 3 år og 5-11 måneder. Adgangskravet til uddannelsen er afsluttet folkeskole eller tilsvarende. I 2012 gennemførete 128 personer uddannelsen i Danmark.
Man kan vælge speciale i heste, forsøgsdyr og dyr i zoologiske anlæg.
Hele uddannelsen kan gennemføres på Roskilde Tekniske Skole og HANSENBERG i Kolding. Det indledende grundforløb tilbydes også på andre tekniske skoler.

## Erhverv
Dyrepassere kan arbejde i zoologiske haver, dyreparker, laboratorier, inden for landbrug med f.eks. svineavl, stutterier (hesteopdræt), kenneler (hundeopdræt), dambrug (fiskeopdræt), dyrehandler mv.